# Classe Bathurst

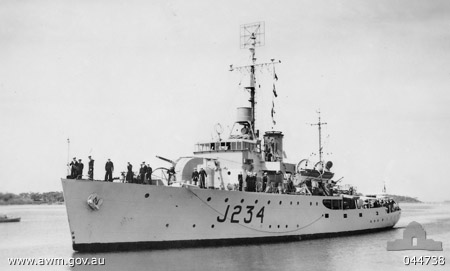
HMAS Latrobe de classe Bathurst.

La classe Bathurst est une classe de navire produits en Australie pendant la Seconde Guerre mondiale. À l'origine classé comme dragueurs de mines mais largement perçu comme corvettes, les navires de cette classe ont généralement réalisés des missions de lutte anti-sous-marine, de la recherche anti-mines marine et de l'escorte de convois.

## Navires
| Préfixe | Nom         | Opérateur | Chantier naval                   | Pose de la quille  | Lancement         | Mise en service   | Destin                                                       |
| ------- | ----------- | --------- | -------------------------------- | ------------------ | ----------------- | ----------------- | ------------------------------------------------------------ |
| HMAS    | Ararat      | RAN       | Evans Deakin and Company (en)    | 6 juillet 1942     | 20 février 1943   | 16 juin 1943      | Vendu à un propriétaire privé le 6 janvier 1961              |
| HMAS    | Armidale    | RAN       | Mort's Dock (en)                 | 1er septembre 1941 | 24 janvier 1942   | 11 juin 1942      | Coulé par 13 avions japonais le 1er décembre 1942            |
| HMAS    | Ballarat    | Amirauté  | HMA Naval Dockyard (en)          | 19 avril 1940      | 10 décembre 1940  | 30 août 1941      | Vendu à un propriétaire privé                                |
| HMAS    | Bathurst    | Amirauté  | Cockatoo Island Dockyard (en)    | 10 février 1940    | 1er août 1940     | 6 décembre 1940   | Vendu pour sa ferraille le 21 juin 1948                      |
| HMAS    | Benalla     | RAN       | HMA Naval Dockyard               | 24 mars 1942       | 19 décembre 1942  | 27 avril 1943     | Vendu pour sa ferraille le 20 février 1958                   |
| HMAS    | Bendigo     | Amirauté  | Cockatoo Island Dockyard         | 12 août 1940       | 1er mars 1941     | 10 mai 1941       | Vendu à un propriétaire privé le 5 mai 1947                  |
| HMIS    | Bengal      | RIN       | Morts Dock & Engineering Company | 3 décembre 1941    | 7 juillet 1942    | 8 août 1942       | -                                                            |
| HMIS    | Bombay      | RIN       | Morts Dock & Engineering Company | 19 juillet 1941    | 6 décembre 1941   | 24 avril 1942     | Vendu pour sa ferraille en 1961                              |
| HMAS    | Broome      | Amirauté  | Evans Deakin & Company           | 3 mai 1941         | 6 août 1941       | 29 juin 1942      | Transféré à la marine turque                                 |
| HMAS    | Bowen       | RAN       | Walkers Limited (en)             | 9 février 1942     | 28 juillet 1942   | 9 novembre 1942   | Vendu pour sa ferraille le 18 mai 1956                       |
| HMAS    | Bunbury     | RAN       | Evans Deakin & Company           | 1er novembre 1941  | 16 mai 1942       | 3 janvier 1943    | Vendu pour sa ferraille le 6 janvier 1961                    |
| HMAS    | Bundaberg   | RAN       | Evans Deakin & Company           | 7 juin 1941        | 1er décembre 1941 | 12 septembre 1942 | Vendu pour sa ferraille le 6 janvier 1961                    |
| HMAS    | Burnie      | Amirauté  | Morts Dock & Engineering Company | 4 juin 1940        | 25 août 1940      | 15 avril 1941     | Transféré à la marine royale néerlandaise le 5 juin 1946     |
| HMAS    | Cairns      | Amirauté  | Walkers Limited                  | 31 mars 1941       | 7 octobre 1941    | 11 mars 1942      | Transféré à la marine royale néerlandaise le 17 janvier 1946 |
| HMAS    | Castlemaine | RAN       | HMA Naval Dockyard               | 17 janvier 1941    | 7 août 1941       | 17 juin 1942      | Navire musée depuis 1973                                     |
| HMAS    | Cessnock    | Amirauté  | Cockatoo Island Dockyard         | 16 avril 1941      | 17 octobre 1941   | 26 janvier 1941   | Vendu pour sa ferraille le 23 avril 1947                     |
| HMAS    | Colac       | RAN       | Morts Dock & Engineering Company | 18 avril 1941      | 30 août 1941      | 6 janvier 1942    | Coulé comme navire cible par le HMAS Ovens le 4 mars 1987    |
| HMAS    | Cootamundra | RAN       | Poole & Steel (en)               | 26 février 1942    | 3 décembre 1942   | 30 avril 1943     | Vendu pour sa ferraille le 28 mars 1962                      |
| HMAS    | Cowra       | RAN       | Poole & Steel                    | 12 août 1942       | 27 mai 1943       | 8 octobre 1943    | Vendu pour sa ferraille en janvier 1961                      |
| HMAS    | Deloraine   | RAN       | Morts Dock & Engineering Company | 19 mars 1941       | 26 juillet 1941   | 22 novembre 1941  | Vendu pour sa ferraille le 8 août 1956                       |
| HMAS    | Dubbo       | RAN       | Morts Dock & Engineering Company | 13 octobre 1941    | 7 mars 1942       | 31 juillet 1942   | Vendu pour sa ferraille le 20 février 1958                   |
| HMAS    | Echuca      | RAN       | HMA Naval Dockyard               | 22 février 1941    | 17 janvier 1942   | 7 septembre 1942  | Transféré à la Royal New Zealand Navy le 5 mars 1952         |
| HMAS    | Fremantle   | RAN       | Evans Deakin & Company           | 11 février 1942    | 18 août 1942      | 24 mars 1943      | Remis en service comme navire-école en 1952                  |
| HMAS    | Gawler      | Amirauté  | BHP                              | 24 janvier 1941    | 4 octobre 1941    | 14 août 1942      | Transféré à la marine turque le 5 avril 1946                 |
| HMAS    | Geelong     | RAN       | HMA Naval Dockyard               | 16 octobre 1940    | 22 avril 1941     | 16 janvier 1942   | Coulé à la suite d'une collision le 18 octobre 1944          |
| HMAS    | Geraldton   | Amirauté  | Poole & Steel                    | 20 novembre 1940   | 16 août 1941      | 6 avril 1942      | Transféré à la marine turque le 14 juin 1946                 |
| HMAS    | Gladstone   | RAN       | Walkers Limited                  | 4 août 1942        | 26 novembre 1942  | 22 mars 1943      | Vendu pour le service civil en 1956                          |
| HMAS    | Glenelg     | RAN       | Cockatoo Island Dockyard         | 2 mars 1942        | 25 septembre 1942 | 16 novembre 1942  | Vendu pour sa ferraille le 2 mai 1957                        |
| HMAS    | Goulburn    | Amirauté  | Cockatoo Island Dockyard         | 10 juillet 1940    | 16 novembre 1940  | 28 février 1941   | Vendu pour le service civil le 13 octobre 1947               |
| HMAS    | Gympie      | RAN       | Evans Deakin & Company           | 27 août 1941       | 30 janvier 1942   | 4 novembre 1942   | Vendu pour sa ferraille le 6 janvier 1961                    |
| HMAS    | Horsham     | RAN       | HMA Naval Dockyard               | 26 juin 1941       | 16 mai 1942       | 18 novembre 1942  | Vendu pour sa ferraille le 8 août 1956                       |
| HMAS    | Inverell    | RAN       | Morts Dock & Engineering Company | 7 décembre 1941    | 2 mai 1942        | 17 septembre 1942 | Transféré à la Royal New Zealand Navy le 5 mars 1952         |
| HMAS    | Ipswich     | Amirauté  | Evans Deakin & Company           | 6 mars 1941        | 11 août 1941      | 13 juin 1942      | Transféré à la marine royale néerlandaise le 5 juillet 1946  |
| HMAS    | Junee       | RAN       | Poole & Steel                    | 17 février 1943    | 16 novembre 1943  | 11 avril 1944     | Remis en service comme navire-école le 25 février 1953       |
| HMAS    | Kalgoorlie  | Amirauté  | BHP                              | 27 juillet 1940    | 7 août 1941       | 7 avril 1942      | Transféré à la marine royale néerlandaise le 8 mai 1946      |
| HMAS    | Kapunda     | RAN       | Poole & Steel                    | 27 août 1941       | 23 juin 1942      | 21 octobre 1942   | Vendu pour sa ferraille le 6 janvier 1961                    |
| HMAS    | Katoomba    | RAN       | Poole & Steel                    | 9 septembre 1940   | 16 avril 1941     | 17 décembre 1941  | Vendu pour sa ferraille le 2 mai 1957                        |
| HMAS    | Kiama       | RAN       | Evans Deakin & Company           | 2 novembre 1942    | 3 juillet 1943    | 26 janvier 1944   | Transféré à la Royal New Zealand Navy le 5 mars 1952         |
| HMAS    | Latrobe     | RAN       | Morts Dock & Engineering Company | 27 janvier 1942    | 19 juin 1942      | 6 novembre 1942   | Vendu pour sa ferraille le 18 mai 1956                       |
| HMAS    | Launceston  | Amirauté  | Evans Deakin & Company           | 23 décembre 1940   | 30 juin 1941      | 9 avril 1942      | Transféré à la marine turque en 1946                         |
| HMAS    | Lismore     | Amirauté  | Morts Dock & Engineering Company | 26 février 1940    | 10 août 1940      | 24 janvier 1941   | Transféré à la marine royale néerlandaise le 3 juin 1946     |
| HMAS    | Lithgow     | RAN       | Morts Dock & Engineering Company | 19 août 1940       | 21 décembre 1940  | 14 juin 1941      | Vendu pour sa ferraille le 8 octobre 1956                    |
| HMAS    | Maryborough | Amirauté  | Walkers Limited                  | 16 avril 1940      | 17 août 1940      | 12 juin 1941      | Vendu à un propriétaire privé le 9 mai 1947                  |
| HMIS    | Madras      | RIN       | Cockatoo Island Dockyard         | 4 août 1941        | 17 février 1942   | 12 mai 1942       | -                                                            |
| HMAS    | Mildura     | RAN       | Morts Dock & Engineering Company | 23 septembre 1940  | 15 mars 1941      | 23 juillet 1941   | Remis en service comme navire-école, 1951                    |
| HMAS    | Pirie       | Amirauté  | BHP                              | 19 mai 1941        | 3 décembre 1941   | 10 octobre 1942   | Transféré à la marine turque le 5 avril 1946                 |
| HMAS    | Parkes      | RAN       | Evans Deakin & Company           | 16 mars 1943       | 30 octobre 1943   | 25 mai 1944       | Vendu pour sa ferraille le 2 mai 1957                        |
| HMIS    | Punjab      | RIN       | Morts Dock & Engineering Company | 26 mai 1941        | 10 octobre 1941   | 20 mars 1942      | Transféré au Pakistan lors de la partition de l'Inde.        |
| HMAS    | Rockhampton | RAN       | Walkers Limited                  | 6 novembre 1940    | 26 juin 1941      | 21 janvier 1942   | Vendu pour sa ferraille le 6 janvier 1961                    |
| HMAS    | Shepparton  | RAN       | HMA Naval Dockyard               | 14 novembre 1941   | 15 août 1942      | 1er février 1943  | Vendu pour sa ferraille le 20 février 1958                   |
| HMAS    | Stawell     | RAN       | HMA Naval Dockyard               | 18 juin 1942       | 3 avril 1943      | 7 août 1943       |                                                              |
| HMAS    | Strahan     | RAN       | NSW State Dockyard               | 9 octobre 1942     | 12 juillet 1943   | 14 mars 1944      |                                                              |
| HMAS    | Tamworth    | Amirauté  | Walkers Limited                  | 25 août 1941       | 14 mars 1942      | 8 août 1942       |                                                              |
| HMAS    | Townsville  | RAN       | Evans Deakin & Company           | 16 novembre 1940   | 13 mai 1941       | 19 décembre 1941  | Vendu pour sa ferraille le 8 août 1956                       |
| HMAS    | Toowoomba   | Amirauté  | Walkers Limited                  | 6 août 1940        | 26 mars 1941      | 9 août 1941       | Transféré à la marine royale néerlandaise le 5 juin 1946     |
| HMAS    | Wagga       | RAN       | Morts Dock & Engineering Company | 8 mars 1942        | 25 juillet 1942   | 18 décembre 1942  | Remis en service comme navire-école le 12 décembre 1951      |
| HMAS    | Wallaroo    | RAN       | Poole & Steel                    | 24 avril 1941      | 18 février 1942   | 15 juillet 1942   | Coulé à la suite d'une collision le 11 juin 1943             |
| HMAS    | Warrnambool | RAN       | Morts Dock & Engineering Company | 13 novembre 1940   | 8 mai 1941        | 23 septembre 1941 | Coulé par une mine le 13 septembre 1947                      |
| HMAS    | Whyalla     | Amirauté  | BHP                              | 24 juin 1940       | 12 mai 1941       | 8 janvier 1942    | Vendu à un propriétaire privé le 10 février 1947             |
| HMAS    | Wollongong  | Amirauté  | Cockatoo Island Dockyard         | 29 janvier 1941    | 5 juillet 1941    | 23 octobre 1941   | Transféré à la marine royale néerlandaise le 11 février 1946 |